# Плинокос, Григорий Павлович
Григорий Павлович Плинокос (октябрь 1896 — 13 января 1938) — советский партийный и государственный деятель, и. о. председателя Свердловского облисполкома в 1937 году.

## Биография
Родился в октябре 1896 года в Екатеринославской губернии в семье рабочего.
В 1911 году окончил железнодорожное училище в г. Екатеринославе, затем был рабочим на заводе сельхозоборудования, на Южной железной дороге и в Севастопольском порту. С началом войны призван во флот, где служил до июля 1921 года. В 1917 вступил в партию эсеров, в апреле 1921 — в РКП(б).
В июле 1921 перешёл на советскую работу в Крыму — избран заместителем председателя Севастопольского окрисполкома и горсовета. До 1928 года возглавлял советы и исполкомы городов Крыма[каких?], некоторое время работал в Крымской прокуратуре. С сентября 1928 года — заместитель председателя ЦИК Крымской АССР, а с сентября 1930 — прокурор Крымской АССР.
В марте 1932 года Плинокос был направлен на организацию хлебозаготовок в Крыму и назначен уполномоченным Комитета по заготовкам сельскохозяйственных продуктов при СНК СССР по Крымской АССР. В марте 1934 года переведён на аналогичную должность в Свердловскую область. В феврале 1936 избран заместителем председателя Свердловского облисполкома. После ареста в январе 1937 председателя облисполкома В. Ф. Головина Плинокос был утверждён и. о. председателя исполкома, однако проработал в должности менее полугода — 10 июля он был снят с поста «как враг народа», исключён из партии и арестован.
На выездной сессии Военной коллегии Верховного Суда СССР в Свердловске 13 января 1938 осуждён по ст. 58-7, 58-8 и 58-11 УК РСФСР и приговорён к расстрелу. В тот же день приговор был приведён в исполнение. В 1956 году реабилитирован, в 1991 — посмертно восстановлен в партии.

## Награды
- почётная грамота ЦИК Крымской АССР (1930)